# Нихон Хиданкьо
„Нихон Хиданкьо“ (на японски: 日本被団協; на английски: Nihon Hidankyō), известна още като Международна конфедерация на пострадалите от атомна и водородна бомба (Japan Confederation of A- and H-Bomb Sufferers Organizations), е японска правозащитна и антиядрена организация, която води кампания срещу ядреното оръжие в света.
Създадена е като национална организация за оцелелите от атомните бомбардировки над Хирошима и Нагасаки в края на Втората световна война, известни с японския термин хибакуша. Членовете са от всички японски префектури. Организацията е основана в специални район Минато (на японски: 港区, Minato-ku; Minato City) в Токио, Япония.
Основана е на 10 август 1956 г. от Сенджи Ямагучи с цел да представлява интересите на засегнатите от атомните бомбардировки. Самият Ямагучи претърпява тежки радиационни изгаряния на 9 август 1945 г. като 14-годишен работник в оръжейна фабрика на „Мицубиши“ в Нагасаки, което трайно обезобразява лицето му.
Целите на организацията включват преди всичко използването срещу ядрена война и унищожаването на всички ядрени оръжия и създаването и подписването на международен договор за забрана на ядрените оръжия. Тя също така настоява за държавно обезщетение за жертвите и щетите, причинени от атомната бомбардировка, с аргумента, че държавата е участвала в световната война и следователно е отговорна за щетите, причинени от бомбардировката. И накрая призовава за осигуряване на защитата и подкрепата на хибакуша, от които повече от 300 000 души живеят днес в Япония и много повече в Корея и други части на света.
Членовете на „Хиданкьо“, всички от които са хибакуша, се борят и печелят приемането на 2 закона: Закон за медицинска помощ на жертвите на бомбите (1956) и Закон за специални мерки за страдащите (1967). В Закона за подпомагане на оцелелите от атомна бомба има определени признати категории хибакуша: хора, изложени директно на бомбата и непосредствените последствия от нея; хора, изложени в радиус от 2 километра, които са влезли в зоната на унищожение в рамките на 2 седмици след експлозията; хора, изложени на радиоактивни утайки като цяло; и тези, експонирани (на латински: in utero – в утробата), чиито майки са били бременни и принадлежат към някоя от тези определени категории.
През 2005 г. „Нихон Хиданкьо“ и Сенджи Ямагучи са сред фаворитите за Нобеловата награда за мир, но си тръгват с празни ръце. Почти двадесет години по-късно, през 2024 г. Нобеловият комитет удостоява организацията с тази нграда.